# Bisheh Deraz
Bīsheh Derāz (persiska: بیشه دراز, بِشادَراز) är en ort i Iran.   Den ligger i provinsen Ilam, i den västra delen av landet, 500 km sydväst om huvudstaden Teheran. Bīsheh Derāz ligger 378 meter över havet och antalet invånare är 577.
Terrängen runt Bīsheh Derāz är kuperad åt nordost, men åt sydväst är den platt. Runt Bīsheh Derāz är det glesbefolkat, med 10 invånare per kvadratkilometer. Det finns inga andra samhällen i närheten. Trakten runt Bīsheh Derāz är ofruktbar med lite eller ingen växtlighet.